# کوریرو برزیلینس
کوریرو برزیلینس (انگلیسی: Correio Braziliense) شرکت انتشارات و خبرگزاری برزیلی است، که در سال ۱۹۶۰ تأسیس شد.